# Live (album, Renata Drössler)
Live je živé album české zpěvačky Renaty Drössler. Natočila ho na konci roku 2017 se svým pianistou, v olomouckém studiu bylo přítomno asi 50 diváků, takže album má "živou" atmosféru, i když potlesky mezi skladbami jsou autorkou záměrně potlačeny. Album vyšlo na jaře 2020.
- Klavírní doprovod P. Ožana
- Zvuk Zd. Slavotínek, V. Vlachý
- Foto: J. Šujanský, L. Hýblová

## Seznam skladeb
| Pořadí         | Název                   | Hudba          | Text                  | Délka |
| -------------- | ----------------------- | -------------- | --------------------- | ----- |
| 1.             | Vím, že                 | P. Ožana       | L. Hýblová            | 02:45 |
| 2.             | Děkuji                  | P. Ožana       | M. Balejová           | 05:40 |
| 3.             | Láry Fáry               | P. Ožana       | M. Stárková           | 03:19 |
| 4.             | Nebudu s tebou          | M. Worek       | R. Drössler           | 03:35 |
| 5.             | Kožená bunda            | P. Ožana       | P. Bednář             | 02:30 |
| 6.             | Čas vypršel             | P. Ožana       | P. Ožana              | 03:41 |
| 7.             | Taka mala               | G. Claret      | M. Hemar              | 04:46 |
| 8.             | Až jednou přijde        | M. Worek       | V. Gryc               | 04:56 |
| 9.             | Yidishe mame            | L. Pollack     | J. Yellen/R. Drössler | 06:24 |
| 10.            | Čerešně                 | J. Filip       | M. Lasica             | 03:14 |
| 11.            | Poprvé                  | P. Ožana       | P. Ožana              | 02:36 |
| 12.            | Krásně sis to vymyslel  | D. Dobiáš      | P. Cmíral             | 02:51 |
| 13.            | Gastrosex               | P. Ožana       | P. Vrána              | 01:50 |
| 14.            | Co zbylo                | P. Ožana       | P. Ožana              | 03:27 |
| 15.            | Až budou v módě         | P. Ožana       | M. Balejová           | 03:37 |
| 16.            | Non je ne regrette rien | M. Vaucaire    | C. Dumont             | 02:54 |
| Celková délka: | Celková délka:          | Celková délka: | Celková délka:        | 58:01 |